# Biblioteca Pública Camden
La biblioteca Pública de Auburn es una biblioteca situada en Camden (Maine), Estados Unidos. La primera biblioteca establecida en Camden era conocida como la Biblioteca de la Sociedad Federal, y se inició en 1796 con una colección de 200 libros.
La biblioteca más tarde se trasladó a la segunda planta del edificio de Camden National Bank y permaneció en este lugar hasta que el fuego de 1892 destruyó el distrito de negocios de Camden.
El 23 de marzo de 1896, los ciudadanos de Camden votaron a favor de establecer una biblioteca pública gratuita que se conociera como la Biblioteca Pública Camden. La gente de la ciudad de Camden recaudó el dinero para construir esta biblioteca a través de los esfuerzos de recaudación de diversos fondos. No se prestó asistencia por parte de algún filántropo. Mary Louise Curtis Bok donó el terreno para la biblioteca en 1916. El arquitecto Charles G. Loring ofreció planes de construcción. La primera piedra fue colocada el 17 de agosto de 1927, y la Biblioteca abrió sus puertas el 11 de junio de 1928 con la señorita Katherine W. Harding sirviendo como primera bibliotecaria.
En 1996, la biblioteca sufrió una gran expansión en el jardín sur. Es uno de los sitios designados "Biblioteca Estrella" por Library Journal.